# Yuliya Tarasova
Yuliya Tarasova (ur. 13 marca 1986 w Taszkencie) – uzbecka lekkoatletka specjalizująca się początkowo w wielobojach, a od 2010 startująca w skoku w dal.
Jako wieloboistka międzynarodową karierę zaczynała w 2003 roku zajmując siódmą lokatę w siedmioboju podczas mistrzostw świata juniorów młodszych. W kolejnym sezonie była czternasta w mistrzostwach świata juniorów oraz zdobyła mistrzostwo Azji juniorek. Występowała na igrzyskach olimpijskich w Pekinie (2008) oraz mistrzostwach świata w Berlinie (2009). Wywalczyła złoty medal na mistrzostwach Azji w 2009.
W 2010 skupiła się na skoku w dal – do jej pierwszych sukcesów w tej konkurencji można zaliczyć siódmą lokatę podczas halowych mistrzostw świata (Doha 2010) oraz zwycięstwo w pucharze interkontynentalnym (Split 2010). Odpadła w eliminacjach mistrzostwach świata (2011).
Stawała na podium mistrzostw kraju w różnych konkurencjach i kategoriach wiekowych. Jest aktualną rekordzistką Uzbekistanu w skoku w dal na stadionie (6,81 – 5 czerwca 2010, Taszkent) oraz w pięcioboju (4004 pkt. – 10 lutego 2006, Pattaya). Rekordy życiowe: skok w dal w hali – 6,54 (14 marca 2010, Ad-Dauha); siedmiobój – 5989 pkt. (10 maja 2009, Desenzano del Garda).

## Osiągnięcia
| Rok  | Impreza                               | Miejsce        | Konkurencja | Lokata            | Wynik     |
| ---- | ------------------------------------- | -------------- | ----------- | ----------------- | --------- |
| 2003 | Mistrzostwa świata juniorów młodszych | Sherbrooke     | siedmiobój  | 7. miejsce        | 5129 pkt. |
| 2003 | Mistrzostwa Azji                      | Manila         | siedmiobój  | 9. miejsce        | 4768 pkt. |
| 2004 | Mistrzostwa świata juniorów           | Grosseto       | siedmiobój  | 14. miejsce       | 5019 pkt. |
| 2004 | Mistrzostwa Azji juniorów             | Ipoh           | siedmiobój  | 1. miejsce        | 5060 pkt. |
| 2006 | Halowe mistrzostwa Azji               | Pattaya        | pięciobój   | 5. miejsce        | 4004 pkt. |
| 2008 | Igrzyska olimpijskie                  | Pekin          | siedmiobój  | 26. miejsce       | 5785 pkt. |
| 2009 | Mistrzostwa świata                    | Berlin         | siedmiobój  | 21. miejsce       | 5658 pkt. |
| 2009 | Halowe igrzyska azjatyckie            | Hanoi          | skok w dal  | 2. miejsce        | 6,45      |
| 2009 | Mistrzostwa Azji                      | Kanton         | siedmiobój  | 1. miejsce        | 5840 pkt  |
| 2010 | Halowe mistrzostwa świata             | Doha           | skok w dal  | 7. miejsce        | 6,54      |
| 2010 | Puchar interkontynentalny             | Split          | skok w dal  | 1. miejsce        | 6,70      |
| 2010 | Igrzyska azjatyckie                   | Kanton         | skok w dal  | 3. miejsce        | 6,49      |
| 2010 | Igrzyska azjatyckie                   | Kanton         | siedmiobój  | 1. miejsce        | 5783 pkt. |
| 2011 | Mistrzostwa Azji                      | Kobe           | skok w dal  | 4. miejsce        | 6,37      |
| 2011 | Mistrzostwa świata                    | Daegu          | skok w dal  | el. – 25. miejsce | 6,26      |
| 2012 | Halowe mistrzostwa świata             | Stambuł        | skok w dal  | el. – 14. miejsce | 6,37      |
| 2012 | Igrzyska olimpijskie                  | Londyn         | skok w dal  | el. –             | NM        |
| 2013 | Uniwersjada                           | Kazań          | skok w dal  | 12. miejsce       | 6,04      |
| 2014 | Halowe mistrzostwa Azji               | Hangzhou       | pięciobój   | 2. miejsce        | 3985 pkt. |
| 2014 | Igrzyska azjatyckie                   | Incheon        | siedmiobój  | 3. miejsce        | 5482 pkt. |
| 2016 | Halowe mistrzostwa Azji               | Doha           | skok w dal  | 4. miejsce        | 6,21      |
| 2016 | Igrzyska olimpijskie                  | Rio de Janeiro | skok w dal  | el. – 29. miejsce | 6,16      |